# دون دوكو دون
دون دوكو دون (بالإنجليزية: Don Doko Don)‏ ـ (باليابانية: ドンドコドン) ، هي لعبة إلكترونية من نوع آركيد وأكشن، أنتجت سنة 1989م، والتي طورها ونشرها شركة تايتو.

## وصلات خارجية
- دون دوكو دون على موقع القائمة القاتلة لألعاب الفيديو
- دون دوكو دون على موبي غيمز